# 索拉娅·希门尼斯
索拉娅·希门尼斯（西班牙語：Soraya Jiménez，全名Soraya Jiménez Mendivil，索拉娅·希门尼斯·门迪维尔，1977年8月5日—2013年3月28日），墨西哥女子举重运动员，2000年悉尼奥运会冠军。

## 生平
1977年8月5日，希门尼斯生于墨西哥墨西哥城。
2000年悉尼奥运会，希门尼斯获得58公斤级女子举重冠军，该项冠军是墨西哥自1988年汉城奥运会以来连续四届奥运会获得的第一块也是唯一一块金牌，同时希门尼斯也成为墨西哥历史上第一个获得奥运会金牌的女子运动员。
2002年在委内瑞拉举行的泛美举重锦标赛中，其兴奋剂检查结果呈阳性，爆出丑闻。
2004年雅典奥运会预选赛开赛前，希门尼斯宣布退役。
2012年伦敦奥运会希门尼斯曾担任举重比赛的体育评论员。
2013年3月28日，希门尼斯因心肌梗死于墨西哥城家中逝世。